# Гвајански тукан
Гвајански тукан (лат. Selenidera piperivora) јужноамеричка је врста птице из породице Ramphastidae, пронађена у североисточном делу Амазоније.

## Систематика
Гвајански тукан је првобитно описан као припадник рода Pteroglossus. Недавно, настала је расправа око назива ове врсте. Пакеро и Вајтни (2006) предложили су као исправно научно име Selenidera piperivora, али је онда Волтерс (2007) приметио да овај назив није одговарајући. У раду Пјаћентинија и др. (2010) представљени су аргументи за употребу научног имена Selenidera piperivora (Linnaeus 1758) као исправан назив за врсту и то је прихваћено од стране IOC из 2010. Most other authorities have now also adopted this taxonomy.

## Станиште и опис
Гвајански тукан живи у северозападном Бразилу, Француској Гвајани, Гвајани, Суринаму и Венецуели.
Његово природно станиште су тропске влажне равничарске шуме. Дужина ове врсте је од 25 до 38 cm и тежина 110-165 грама.

## Однос према људима
Гвајански тукан се понекад чува код одгајивача птица или као кућни љубимац.